# Foreign Beggars
Foreign Beggars era um grupo musical inglês de hip hop e dubstep. Desde a sua formação em 2002, a trajetória do grupo os viu evoluir de um grupo de hip hop underground para um artista de crossover eletrónico. O grupo consistia em quatro artistas individualmente conhecidos como Orifice Vulgatron (Pavan Mukhi, vocais), Metropolis (Ebow Enyan Graham, vocais), DJ Nonames (James Miller, toca-discos) e Dag Nabbit (Dag Torgersbraten, produtor). Orifice Vulgatron e Metropolis colaboraram com Noisia para fazer o projecto paralelo e supergrupo I Am Legion. Eles lançaram seu álbum colaborativo I Am Legion a 2 de Setembro de 2013.

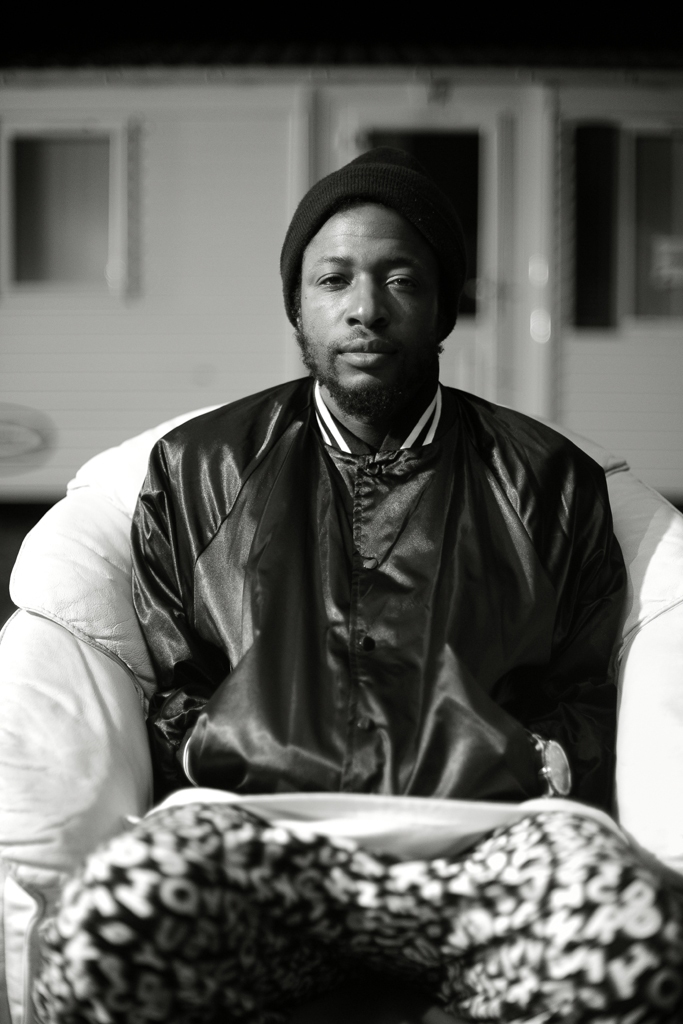
Metropolis - Foreign Beggars. 2013.

Foreign Beggars começou a produzir vários singles e álbuns em seu próprio selo da editora discográfica Dented. Em 2011, uniram-se à editora Never Say Die no EP The Harder They Fall. Após uma série diversificada de singles para mau5trap lançada em 2012, o grupo lançou seu novo álbum The Uprising através do selo de deadmau5. Em comemoração do lançamento do álbum, Foreign Beggars fez digressões no Reino Unido e na América do Norte para mostrar o seu novo material ao vivo.
A 9 de Maio de 2019, o grupo anunciou via Facebook que se separaria após dezassete anos juntos, com Mukhi anunciando um novo projceto solo, PAV4N, na mesma data.
A 18 de Abril de 2020, o membro do Foreign Beggars Ebow Enyan "Metropolis" Graham sofreu um acidente em casa e morreu nas primeiras horas da manhã.

## Discografia

### Álbuns
- Asylum Speakers (2003, Dented)
- Bukkake Ski Trip[5] (2006, Dented)
- Stray Point Agenda (2006, Dented)
- Asylum Agenda (2008)
- United Colours of Beggattron (2009, Dented)
- Beggattron Remixed (2010, Dented)
- The Uprising]] (2012, mau5trap)
- I Am Legion (com Noisia) (2013, Division/OWSLA/Par Excellence)
- 48 (2017) Gold Bar Records
- 2 2 K A R M A (2018, Par Excellence Records)
- Matriachy (2019, Par Excellence Records)

### Singlese EPs
- "Where Did the Sun Go?" (2002, Dented)
- "Seasons Beatings" (2003, Dented)
- "Hold On" / "Frosted Perspects" (2003, Dented)
- Crypt Drawl (2005, Dented)
- "Let Go" (2005, Dented)
- "Slow Broiled Ilk" (2006, Dented)
- "In It for a Minute" / "Black Hole Prophecies" (2007, Dented)
- "Hit That G@$h" (vs. Rouge À Levres) (2008, Dented)
- "Contact" (com Noisia) (2009, Dented)
- "Seven Figure Swagger" / "Don't Dhoow It" (com remisturas por Machinedrum e Bar 9) (2009, Dented)
- "No Holds Barred" / "Get a Bit More" – Excision and Skism Remixes (2010, Never Say Die)
- Beggattron Remixed EP 1 (2010, Dented)
- Beggattron Remixed EP 2 (2010, Dented)
- "Badman Riddim (Jump)" (com Vato Gonzalez) (2011, Ministry of Sound) - RU #7
- The Harder They Fall EP (2011, Never Say Die)
- "Still Getting It" (2011, Never Say Die)
- "Palm of My Hand" (2012, mau5trap)
- "Flying to Mars" (2012, mau5trap)
- "Anywhere" (2012, mau5trap)
- "Apex" (2012, mau5trap)
- Modus EP (2014, Par Excellence)
- "The Bits" (com participação de Asa & Sorrow) / "100 Standard" (com participação de Fracture, Machinedrum e Ocean Wisdom) (2016, Par Excellence)
- "Toast" (com participação de Alix Perez, Izzie Gibbs, Dizmack & SGT. Pokes) (2017, Foreign Beggars Live Ltd.)

### Mixtapes
- Bukkake Ski Trip
- Beggars Brew
- Strictly Grizzness
- Peak Season